# Linda Casadio
Linda Casadio (Ravenna, 19 agosto 1999) è una calciatrice italiana, di ruolo centrocampista.

## Carriera

### Club
Nata a Ravenna nel 1999, ha esordito in Serie A con il San Zaccaria il 7 maggio 2016, entrando al 78' della sconfitta esterna per 2-0 contro il Luserna della terzultima giornata di campionato al posto di Francesca Barbaresi. Ha segnato il suo primo gol in carriera il 28 agosto 2016, realizzando dopo un solo minuto l'1-0 nella vittoria casalinga per 5-1 contro la Reggiana nel 1º turno di Coppa Italia. La prima rete in campionato è arrivata invece il 20 maggio 2017, quando ha realizzato al 20' la rete dell'1-0 nel successo per 3-0 contro il Como 2000 nel play-out per rimanere in massima serie. Ha chiuso dopo 3 stagioni con 46 presenze e 3 reti, ottenendo in Serie A un 6º posto, un 8º con salvezza ai play-out e un 11º con retrocessione in Serie B allo spareggio salvezza. 
Nella stagione 2018-2019 è passata in un'altra squadra romagnola, il Castelvecchio di Savignano sul Rubicone, in Serie B, andando a vestire la maglia bianconera dopo l'accordo con il Cesena maschile. Ha debuttato il 23 settembre, in Coppa Italia, partendo titolare e andando a segno con l'1-1 al 42' nella vittoria per 4-2 sul campo dell'Arezzo.

### Nazionale
Nel settembre 2015 è stata convocata per la prima volta nelle rappresentative giovanili azzurre, precisamente dall'Under-17 allenata da Rita Guarino per le qualificazioni all'Europeo di categoria 2016 in Bielorussia. Ha esordito il 30 settembre entrando al 56' del 4-0 sulla Macedonia al posto di Sofia Cantore. Dopo aver disputato anche la gara successiva contro l'Irlanda del Nord, non è stata più convocata per gare ufficiali.

## Statistiche

### Presenze e reti nei club
Statistiche aggiornate al 23 maggio 2023.
| Stagione            | Squadra             | Campionato          | Campionato | Campionato | Coppe nazionali | Coppe nazionali | Coppe nazionali | Coppe continentali | Coppe continentali | Coppe continentali | Altre coppe | Altre coppe | Altre coppe | Totale | Totale |
| Stagione            | Squadra             | Comp                | Pres       | Reti       | Comp            | Pres            | Reti            | Comp               | Pres               | Reti               | Comp        | Pres        | Reti        | Pres   | Reti   |
| ------------------- | ------------------- | ------------------- | ---------- | ---------- | --------------- | --------------- | --------------- | ------------------ | ------------------ | ------------------ | ----------- | ----------- | ----------- | ------ | ------ |
| 2015-2016           | San Zaccaria        | A                   | 2          | 0          | CI              | ?               | ?               | -                  | -                  | -                  | -           | -           | -           | 2      | 0      |
| 2016-2017           | San Zaccaria        | A                   | 12+1       | 0+1        | CI              | 4               | 1               | -                  | -                  | -                  | -           | -           | -           | 17     | 2      |
| 2017-2018           | San Zaccaria        | A                   | 21+1       | 1          | CI              | 4               | 0               | -                  | -                  | -                  | -           | -           | -           | 26     | 1      |
| Totale San Zaccaria | Totale San Zaccaria | Totale San Zaccaria | 37         | 2          | -               | 8               | 1               | -                  | -                  | -                  | -           | -           | -           | 45     | 3      |
| 2018-2019           | Cesena              | B                   | 12         | 0          | CI              | 1               | 1               | -                  | -                  | -                  | -           | -           | -           | 13     | 1      |
| 2019-2020           | Cesena              | B                   | 6          | 0          | CI              | ?               | ?               | -                  | -                  | -                  | -           | -           | -           | 6+     | 0+     |
| 2020-2021           | Cesena              | B                   | 3          | 0          | CI              | ?               | ?               | -                  | -                  | -                  | -           | -           | -           | 3+     | 0+     |
| 2021-2022           | Cesena              | B                   | 12         | 0          | CI              | ?               | ?               | -                  | -                  | -                  | -           | -           | -           | 12+    | 0+     |
| 2022-2023           | Cesena              | B                   | 0          | 0          | CI              | ?               | ?               | -                  | -                  | -                  | -           | -           | -           | 0      | 0+     |
| Totale Cesena       | Totale Cesena       | Totale Cesena       | 33         | 0          | -               | 1+              | 1+              | -                  | -                  | -                  | -           | -           | -           | 34+    | 1+     |
| Totale carriera     | Totale carriera     | Totale carriera     | 70         | 2          | -               | 9+              | 2+              | -                  | -                  | -                  | -           | -           | -           | 79+    | 4+     |